# Luis Alberto Migone Repetto
Luis Alberto Migone Repetto (* 25. Dezember 1959 in Santiago de Chile) ist ein chilenischer römisch-katholischer Geistlicher und Weihbischof in Santiago de Chile.

## Leben
Luis Alberto Migone Repetto nahm zunächst ein Medizinstudium an der Päpstlichen Katholischen Universität von Chile (PUC) auf und studierte dann am Priesterseminar des Erzbistums Santiago de Chile Philosophie und Theologie. An der PUC erwarb er ein Lizenziat in Theologie. Am 1. April 1989 empfing er das Sakrament der Priesterweihe für das Erzbistum Santiago de Chile.
Neben Aufgaben in der Pfarrseelsorge war er von 1990 bis 1993 persönlicher Sekretär von Erzbischof Carlos Oviedo Cavada OdeM. Von 1994 bis 2001 war er am erzbischöflichen Priesterseminar als Ausbilder und seither als Spiritual tätig. Seit 2015 gehörte er dem Domkapitel der Metropolitankathedrale von Santiago de Chile an.
Papst Franziskus ernannte ihn am 6. Mai 2023 zum Titularbischof von Amaura und zum Weihbischof in Santiago de Chile. Der Erzbischof von Santiago de Chile, Celestino Kardinal Aós Braco OFMCap, spendete ihm am 1. Juli desselben Jahres in der Metropolitankathedrale von Santiago de Chile die Bischofsweihe. Mitkonsekratoren waren der Apostolische Nuntius in Chile, Erzbischof Alberto Ortega Martín, und Julio Esteban Larrondo Yáñez, Weihbischof in Santiago de Chile.